# Premier Division 1996-1997 (Sudafrica)
La Premier Division 1996-1997, anche nota come Castle Premiership 1996-1997 per motivi di sponsorizzazione, è stata la 1ª edizione della massima serie del campionato di calcio del Sudafrica, disputata tra il 9 agosto 1996 e l'8 giugno 1997 e conclusa con la vittoria del Manning Rangers al suo primo titolo.
Capocannoniere del torneo è stato Wilfred Mugeyi (Umtata Bucks) con 22 reti.

## Stagione

### Novità
Istituta nel 1996 dopo la fusione tra la National Soccer League (NSL) e la South African Football Association (SAFA) per professionalizzare ulteriormente il campionato nazionale dopo la fine dell’apartheid, con l'intento di uniformare il sistema calcistico sudafricano a quello dei grandi campionati internazionali.
Alla stagione inaugurale presero parte 18 squadre, molte delle quali provenienti direttamente dalla NSL, selezionate in base ai risultati sportivi e alla solidità economica. Il campionato si svolse con girone all’italiana di andata e ritorno, per un totale di 34 giornate. Il Manning Rangers, squadra con sede a Durban, si aggiudicò il primo titolo nazionale della nuova era, sorprendendo molti osservatori grazie a un’ottima organizzazione tattica guidata dall’allenatore Gordon Igesund.
La stagione fu caratterizzata anche da un’ampia copertura mediatica, nuovi sponsor e un miglioramento delle strutture sportive, segnando l'inizio dell'era moderna del calcio professionistico in Sudafrica.

### Formula
Le 18 squadre partecipanti disputavano un girone all'italiana con partite di andata e ritorno, per un totale di 34 giornate. Al termine della stagione, la squadra prima classificata è campione del Sudafrica e si qualifica per la CAF Champions League 1998, mentre la vincirice della Coppa del Sudafrica si qualificava per la Coppa delle Coppe d'Africa 1998. Le ultime classificata retrocede automaticamente in seconda serie.

## Squadre partecipanti
- Free State Stars
- Vaal Professionals
- Umtata Bucks
- Real Rovers
- Cape Town Spurs
- Moroka Swallows
- Wits  University
- M. Sundowns
- Orlando Pirates
- Witbank Black Aces
- Kaizer Chiefs
- Michau Warriors
- Bloemfontein Celtic
- AmaZulu
- SuperSport Utd
- Umtata Bucks
- Hellenic
- Jomo Cosmos

## Classifica
|                      | Pos. | Squadra             | Pt | G  | V  | N  | P  | GF | GS | DR  |
| -------------------- | ---- | ------------------- | -- | -- | -- | -- | -- | -- | -- | --- |
| Sudafrica (bandiera) | 1.   | Manning Rangers     | 74 | 34 | 23 | 5  | 6  | 53 | 28 | +25 |
|                      | 2.   | Kaizer Chiefs       | 66 | 34 | 18 | 12 | 4  | 56 | 23 | +33 |
|                      | 3.   | Orlando Pirates     | 64 | 34 | 18 | 10 | 6  | 43 | 27 | +16 |
|                      | 4.   | Umtata Bucks        | 57 | 34 | 16 | 9  | 9  | 45 | 29 | +16 |
|                      | 5.   | Hellenic            | 56 | 34 | 16 | 7  | 11 | 46 | 31 | +15 |
| [ 7 ]                | 6.   | M. Sundowns         | 50 | 34 | 13 | 11 | 10 | 35 | 30 | +5  |
|                      | 7.   | Jomo Cosmos         | 49 | 34 | 11 | 16 | 7  | 32 | 27 | +5  |
|                      | 8.   | Cape Town Spurs     | 48 | 34 | 14 | 6  | 14 | 40 | 45 | –5  |
|                      | 9.   | SuperSport Utd      | 46 | 34 | 10 | 16 | 8  | 40 | 35 | +5  |
|                      | 10.  | Bloemfontein Celtic | 44 | 34 | 10 | 5  | 16 | 38 | 39 | –1  |
|                      | 11.  | Moroka Swallows     | 43 | 34 | 11 | 10 | 13 | 33 | 35 | –2  |
|                      | 12.  | Wits University     | 41 | 34 | 11 | 8  | 15 | 27 | 31 | –4  |
|                      | 13.  | Qwa Qwa Stars       | 38 | 34 | 10 | 8  | 16 | 39 | 49 | –10 |
|                      | 14.  | AmaZulu             | 37 | 34 | 9  | 10 | 15 | 34 | 46 | –12 |
|                      | 15.  | Vaal Professionals  | 36 | 34 | 10 | 6  | 18 | 38 | 49 | –9  |
|                      | 16.  | Real Rovers         | 36 | 34 | 8  | 12 | 14 | 35 | 46 | –9  |
|                      | 17.  | Michau Warriors     | 35 | 34 | 10 | 5  | 19 | 32 | 50 | –18 |
|                      | 18.  | Witbank Black Aces  | 19 | 34 | 4  | 7  | 23 | 26 | 72 | –46 |

Legenda
      Campione del Sudafrica e ammessa alla CAF Champions League 1998.
      Ammessa alla Coppa delle Coppe d'Africa 1998.
      Retrocessa in National First Division 1997-1998.
Note:
Tre punti a vittoria, uno a pareggio, zero a sconfitta.